# Gottfried Eduard Arnold
Gottfried Eduard Arnold, englisch Godfrey Edward Arnold (* 6. Januar 1914 in Olmütz, Cisleithanien, Österreich-Ungarn; † 5. Juli 1989 in Wien) war ein austroamerikanischer Mediziner. In seinem Spezialgebiet, der Phoniatrie, erforschte er Sprachfehler und Erkrankungen der Stimmlippen.

## Leben
Arnold war Sohn des Hofopernsängers Anton Arnold und besuchte das Wiener Theresianum. Er war (als Mediziner) Absolvent der Universität Wien und (als Pianist) der Staatsakademie für Musik und darstellende Kunst. Durch mehrere Studienaufenthalte bei Hermann Gutzmann jun. (1892–1972) in Berlin vertiefte er seine phoniatrischen Kenntnisse. Weitere Lehrer waren Max Nadoleczny (1874–1940) und Hugo Stern (1875–1941). Als Nachfolger seines Lehrers Emil Fröschels leitete Arnold bis 1945 die Stimm- und Sprachambulanz der Wiener Ohrenklinik am Wiener Allgemeinen Krankenhaus (die Klinik wurde 1938 zusammen mit der Klinik für Laryngologie in die I. HNO-Klinik eingegliedert, ab 1970 in die II. HNO-Klinik). Wie Fröschels und Gutzmann schon im Ersten Weltkrieg behandelte auch Arnold in dieser Zeit kriegsbedingt schwerpunktmäßig verwundete Soldaten mit Sprach- und Stimmstörungen. Über seine hierbei gewonnenen Erfahrungen schrieb Arnold das Werk Die traumatischen und konstitutionellen Störungen der Stimme und Sprache. Zusammen mit dem Schweizer Phoniater Richard Luchsinger (1900–1993) verfasste er das Lehrbuch der Stimm- und Sprachheilkunde (Erstauflage 1949). Sein Nachfolger an der Wiener Ohrenklinik wurde der Phoniater und Sänger Vincenz Imre.
1949 wanderte er in die USA aus und lebte bis 1963 in New York, wo er unter anderem am „National Hospital for Speech Disorders“ und dann als Forschungsleiter der Hals-Nasen-Ohren-Abteilung des Krankenhauses „New York Eye and Ear Infirmary“ tätig war. Als Zeitdokument seiner Tätigkeit existiert ein Interview des österreichischen Rundfunks. 1962 entwickelte er die Methode der Injektion von Teflon in die Stimmlippen und prägte im folgenden Jahr mit Hans von Leden den Begriff „Phonochirurgie“. Von 1963 bis 1983 wirkte er in Jackson, Mississippi, wo er die HNO-Abteilung des Klinikums der Universität von Mississippi gründete und von 1963 bis 1979 deren Leiter war. Er ist der Autor der einschlägigen Artikel zu Sprache und Sprachstörungen in der Encyclopædia Britannica. Seine Forschungsarbeit erstreckte sich auch auf Krebserkrankungen.

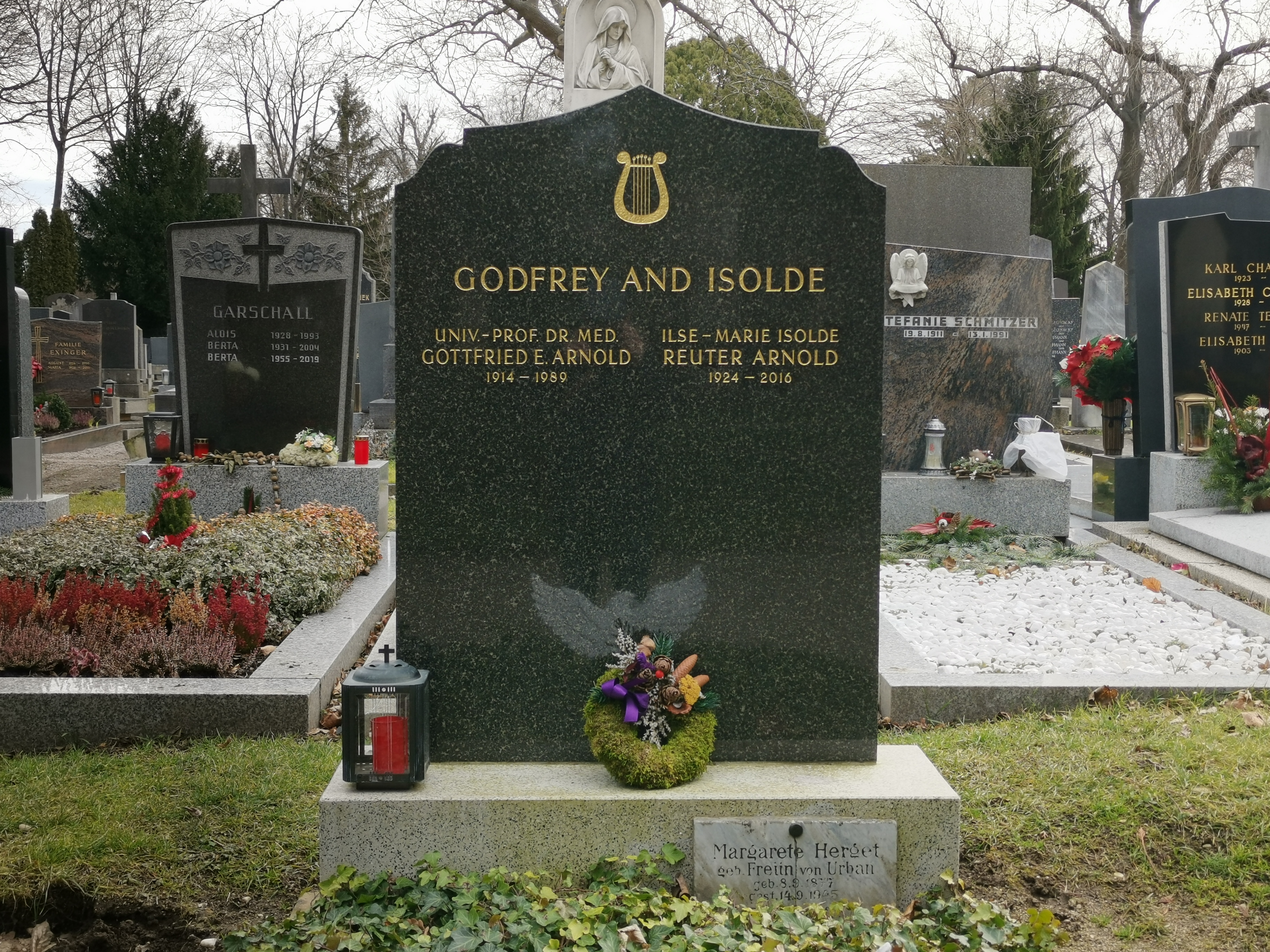
Grabstätte

Arnold war seit 1941 verheiratet und hatte eine Tochter (* 1960). Er ist auf dem Wiener Zentralfriedhof bestattet.

## Ehrungen
Arnold erhielt 1982 die höchste Auszeichnung der „American Speech-Language-Hearing Association“ (ASHA). 1988 wurde er Träger der Ehrenmedaille der Bundeshauptstadt Wien in Gold.